# Inercia acústica
Inercia acústica es la propiedad que tienen los espacios de permanecer con un nivel de ruido determinado mientras sobre ellos no se produzca ningún tipo de excitación externa para unas condiciones iniciales dadas. Como consecuencia, se dice que un espacio tiene más inercia acústica cuanto mayor dificultad conlleva la modificación (aumento o disminución) del nivel de ruido que alberga.